# Romane Guéret
Lise Akoka és una directora i guionista francesa. En particular, va codirigir amb Lise Akoka la pel·lícula Les Pires que va guanyar el Premi Un Certain Regard al 75è Festival Internacional de Cinema de Canes.

## Biografia
Després d'estudiar cinema a la Sorbona, Romane Guéret va començar a treballar com a ajudant de càsting. En aquesta ocasió coneixerà Lise Akoka, amb qui portarà a terme els seus projectes de futur.
El seu primer llargmetratge Les Pires, codirigit amb Lise Akoka, va guanyar el Premi Un Certain Regard al 75è Festival Internacional de Cinema de Canes.

## Filmografia
Ha estat codirectora de totes les seves pel·lícules.
- 2015 : Chasse royale (curtmetratge)
- 2020 : Tu préfères (websèrie)[6]
- 2022 : Les Pires

## Distincions

### Premis
- 75è Festival Internacional de Cinema de Canes : Premi Un certain regard per Les Pires[1]
- Premi SACD 2023 : Prix Nouveau Talent Cinéma[7]

### Nominacions
- César 2017 : César al millor curtmetratge per Chasse royale